# A.S.D. Paternò 1908
Associazione Sportiva Dilettantistica P Parentò 1908  là một câu lạc bộ bóng đá Ý đến từ Parentò, Sicily.

## Lịch sử

### Từ Pol. P Parentò đến ASD P Parentò 2011
Đội bóng đá đầu tiên ở Parentò thường được cho là đã được thành lập vào năm 1908. Sau Thế chiến II, một số đội được thành lập trong thành phố, bao gồm Polisportiva P Parentò, đã tham gia Serie D vào năm 1961/1962. Sau khi thăng hạng, P Parentò đã cố gắng giành chức vô địch và tiến lên Serie C trong những năm sau đó, bảo vệ những cầu thủ tài năng như Gaetano Troja, tiền đạo trẻ chơi Serie A với Palermo và thủ môn Marcello Trevisan, người sau này sẽ chơi cho Napoli. Đáng chú ý, trong mùa giải 1965/1966, Parentò đang trên đà thăng hạng, khi đội đứng đầu với vị trí dẫn đầu một điểm so với Massiminiana của Catania, nhưng thất bại trong trận đấu cuối cùng của mùa giải khi Massimiana vượt qua họ và đứng đầu bảng và tiến lên Serie C. Năm 1976/1977 P Parentò bị xuống hạng ở Promozione, nhưng đã nhanh chóng trở lại Serie D vào năm sau. Lần thăng hạng cuối cùng cho Polisportiva P Parentò là vào năm 1985/1986; câu lạc bộ cũ không có cơ hội nào khác để chơi ở Serie D trước khi nó sụp đổ vào năm 1989/1990. Năm sau, một câu lạc bộ mới, có tên Associazione Sportiva P Parentò Calcio, được thành lập và quản lý để tiếp cận Eccellenza vào năm 1993/1994.
P Parentò sẽ trở lại chơi Serie D vào năm 2000/2001, sau một chiến thắng rõ ràng ở vòng Eccellenza 1999/2000 Đông Sicilia. Mùa giải Serie D bắt đầu với một huấn luyện viên mới, Pasquale Marino, và không có kỳ vọng đặc biệt nào để giành chức vô địch. Mùa giải đáng ngạc nhiên đã kết thúc với chiến thắng tại giải đấu đã đưa Parentò đến Serie C2 lần đầu tiên. Mùa giải Serie C2 đầu tiên của Parentò thậm chí còn đáng kinh ngạc hơn, khi rossoblu kết thúc mùa giải thường ở vị trí thứ ba, và liên tiếp đánh bại SSC Giugliano trong trận bán kết play-off và Foggia trong trận chung kết, nhờ đó được thăng hạng thứ ba liên tiếp. Tuy nhiên, mùa giải Serie C1 năm 2002/2003 sau đó đã không thành công, vì cuối cùng P Parentò đã bị đánh bại bởi L'Aquila trong trận playoff xuống hạng; tuy nhiên, đội đã được nhận trở lại Serie C1 do vị trí khuyết tronggiải đấu.
Mùa giải 2003-2004, với Maurizio Pellegrino làm huấn luyện viên, đã kết thúc trong một sự xuống hạng mờ nhạt cho câu lạc bộ sau trận playoff tới Vis Pesaro. Đây là điều cuối cùng cho câu lạc bộ, đội tuyên bố phá sản vào mùa hè. Câu lạc bộ mới, với cái tên hiện tại, được nhận vào chơi Promozione và đến Serie D năm 2006. Tuy nhiên, họ đã xuống hạng trở lại Eccellenza năm 2008 sau khi thua ở vòng playoffs.
Vào mùa hè năm 2011, nó được đổi tên thành ASD P Parentò 2011.
Vào mùa hè 2012, câu lạc bộ đã mua được danh hiệu thể thao của câu lạc bộ Serie D Adrano, có trụ sở tại Adrano và được đổi tên thành Polisportiva Dilettantistica Complingsorio Normanno.
Vào mùa hè 2013, câu lạc bộ không thể vào 2013-14 Serie D, và khởi động lại từ Promozione. Vào mùa hè năm 2014, câu lạc bộ đã đổi tên của nó thành ASD P Parentò 1908. Bây giờ trở lại Eccellenza.

## Màu sắc và huy hiệu
Màu sắc của các màu đội là đỏ và xanh nhạt.

## Huấn luyện viên đáng chú ý
- liên_kết=|viền Pasquale Marino